# Fundación Varkey
La Fundación Varkey, es una fundación benéfica internacional enfocada en mejorar los estándares de educación para niños desfavorecidos.

## Historia
Fue fundada en 2010, inicialmente como Fundación Varkey GEMS. Fundado por el empresario indio Sunny Varkey, fundador y presidente de Educación GEMS, el operador más grande del mundo de escuelas y colegios con jardín de infantes, educación primaria y educación secundaria.
Desde 2015 entregan anualmente el Premio Global a la Enseñanza, también conocido como el «Nobel de la Educación», un premio anual de 1 millón de dólares a un educador innovador y comprometido que haya tenido un impacto inspirador en su alumnado y en su comunidad.
Fue director ejecutivo de la fundación Vikas Pota.

## Ganadores
Los galardonados del Premio Global a la Enseñanza otorgaod por la Fundación Varkey, han sido: la estadounidense Nancie Atwell en 2015, la palestina Hanan Al Hroub, la canadiense Maggie MacDonnell en 2017, la británica Andria Zafirakou en 2018, el keniata Peter Tabichi en 2019, el inidio Ranjitsinh Disale en 2020 y la jamaiquina Keishia Thorpe en 2021.